# Carretera de Nebraska 62
La Carretera de Nebraska 62, y abreviada NE 62 (en inglés: Nebraska Highway 62) es una carretera estatal estadounidense ubicada en el estado de Nebraska. La carretera inicia en el Oeste desde la Segmento del oeste NE 50  sur de Tecumseh - Segmento del este US 75  oeste de Stella hacia el Este en la Segmento del oeste NE 105  este de Elk Creek - Segmento del esteNE 67  este de Shubert. La carretera tiene una longitud de 29,3 km (18.21 mi).

## Mantenimiento
Al igual que las autopistas interestatales, y las rutas federales y el resto de carreteras estatales, la Carretera de Nebraska 62 es administrada y mantenida por el Departamento de Carreteras de Nebraska por sus siglas en inglés NDOR.